# Paralogisme
 Der er for få eller ingen kildehenvisninger i denne artikel, hvilket er et problem. Du kan hjælpe ved at angive troværdige kilder til de påstande, som fremføres i artiklen.

En paralogisme er en form for transcendental illusion, som filosoffen Immanuel Kant gav kritik af i sit hovedværk Kritik af den rene fornuft.

## De fire paralogismer
De fire paralogismer, som Kant beskriver, kan formuleres på denne måde:

### Første paralogisme – Om substantialitet
- 1. Det, hvis forestilling er vore dommes absolutte subjekt, og som dermed ikke kan bruges som bestemmelse for en anden ting, er substans.
- 2. Jeg, som tænkende væsen, er det absolutte subjekt for enhver dom, som det er muligt for mig at fælde, og denne forestilling om mig selv kan ikke bruges som prædikat om nogen anden ting.
- 3. Altså er jeg, som tænkende væsen (sjæl), substans.

### Anden paralogisme, om simplicitet
- 1. Den ting, hvis handling aldrig kan betragtes som et fællesskab af flere handlende ting, er simpel.
- 2. Nu er sjælen, eller det tænkende jeg en sådan.
- 3. Altså er jeg, som tænkende væsen (sjæl), simpel.

### Tredje paralogisme, om personligheden
- 1. Det, der til forskellige tider er sig den numeriske identitet af sig selv bevidst, er i den forstand en person.
- 2. Nu er sjælen, eller det tænkende jeg en sådan.
- 3. Altså er den en person.

### Fjerde paralogisme, om idealiteten (af de ydre forhold)
- 1. Det, hvis eksistens vi udelukkende kan slutte os til som årsag til givne iagttagelser, besidder en kun tvivlsom eksistens.
- 2. Nu er alle fænomener af en sådan art, at deres eksistens ikke iagttages umiddelbart, men at man alene kan slutte sig til den som årsag til de givne iagttagelser.
- 3. Altså er eksistensen af alle genstande for den ydre sansning tvivlsom.

Kant udfolder derved en kritik af enhver paralogisme.